# アキナのミッドマンデー
アキナのミッドマンデーはMBSラジオで2024年4月22日から不定期で放送されているラジオのトーク番組。
2024年10月25日には、『アキナのミッドフライデー』というタイトルで放送され、2024年12月30日・2025年1月27日・2025年2月24日・2025年3月31日・2025年4月28日には、再び『アキナのミッドマンデー』というタイトルで放送されている。

## 概要
『アキナ・大吉洋平の「週刊ヤングマンデー」』→『週刊ヤングフライデー』の事実上の後継番組で、アキナの2人がMBSラジオに直接この企画を持ち込んで、この番組の放送が実現したもの。
この番組の主な聴取者（リスナー）層を30代から40代のいわばミッド世代に定めて、結婚して、パパになったアキナの2人だからこそ語ることができるトークバラエティ番組となっている。
この番組内ではアキナの2人に聞いてほしい、「旦那・奥様・上司・後輩への愚痴」や「好みの変化や身体の悩み」、それに、「日々子育てをしていて思うこと」と「元気が出る私ら世代の最強ソングはコレ」といった「ミッドならではのアレ」をリスナーから募る。

## 放送時間
1. 2024年4月22日 19:00 - 20:00
2. 2024年10月25日 20:00 - 21:00
3. 2024年12月30日 20:00 - 20:55
4. 2025年1月27日 20:00 - 20:55
5. 2025年2月24日 20:00 - 20:55
6. 2025年3月31日 20:00 - 20:55
7. 2025年4月28日 20:00 - 20:55
8. 2025年8月25日 20:00 - 20:55

## パーソナリティ
- アキナ